# Таманское сельское поселение
Таманское сельское поселение — муниципальное образование в Темрюкском районе Краснодарского края России.
В рамках административно-территориального устройства Краснодарского края ему соответствует Таманский сельский округ.
Административный центр — станица Тамань.

## Население
| 2010    | 2012    | 2013    | 2014    | 2015    | 2016    | 2017    |
| ------- | ------- | ------- | ------- | ------- | ------- | ------- |
| 10 576  | ↗10 778 | ↗10 870 | ↗11 011 | ↗11 167 | ↗11 246 | ↗11 439 |
| 2018    | 2019    | 2020    | 2021    | 2023    |         |         |
| ↗11 485 | ↗11 672 | ↗11 780 | ↘11 534 | ↗11 774 |         |         |

## Населённые пункты
В состав сельского поселения (сельского округа) входят 2 населённых пункта:
| № | Населённый пункт | Тип населённого пункта | Население (чел.) |
| - | ---------------- | ---------------------- | ---------------- |
| 1 | Волна            | посёлок                | ↗707             |
| 2 | Тамань           | станица                | ↗10 827          |

## Руководство
Глава Таманского сельского поселения — Погиба Михаил Михайлович.
Председатель Совета ТСП — Пишкин Юрий Викторович.